# Phêrô Trần Thanh Chung
Phêrô Trần Thanh Chung (10 tháng 11 năm 1926 – 10 tháng 9 năm 2023) là một giám mục của Giáo hội Công giáo Rôma tại Việt Nam. Ông từng đảm trách vai trò Giám mục chính tòa của Giáo phận Kon Tum trong 8 năm năm từ năm 1995 đến năm 2003. Trước đó, ông còn đảm trách vai trò giám mục phó giáo phận này từ năm 1981. Khẩu hiệu giám mục của ông là "Ngài yêu tôi".
Sinh năm 1926, Trần Thanh Chung sớm đi theo con đường tu học từ năm 10 tuổi. Sau gần 20 năm tu học, tháng 5 năm 1955, ông được truyền chức linh mục. Thăng tiến trên con đường tu trì, ông trở thành Giám đốc Tiểu chủng viện Thừa Sai Kon Tum tại Đà Lạt từ năm 1966 đến năm 1974, Tổng Đại diện Giáo phận Kon Tum từ năm 1977 đến năm 1981.
Tháng 3 năm 1981, Trần Thanh Chung được chọn làm giám mục phó Giáo phận Kon Tum và được cử hành nghi thức truyền chức tháng 12 cùng năm. Ông kế vị chức vị chính tòa năm 1995 và hồi hưu năm 2003 vì lý do tuổi theo quy định Giáo luật.
Ngoài vai trò đảm trách giáo phận, Trần Thanh Chung còn đảm nhận chức danh Phó Tổng Thư ký phụ trách Giáo tỉnh Huế trong bốn nhiệm kỳ liên tiếp: 1986 – 1989; 1989 – 1992; 1992 – 1995 và 1995 – 1998.

## Thân thế và tu tập
Trần Thanh Chung sinh ngày 10 tháng 11 năm 1926, tại thôn Cồn Dầu, nay thuộc phường Hòa Xuân, quận Cẩm Lệ, thành phố Đà Nẵng, thuộc Giáo phận Đà Nẵng. Địa giới giáo hội Công giáo thuộc giáo xứ Cồn Dầu, giáo phận Đà Nẵng. Cồn Dầu từng thuộc tỉnh Quảng Nam, do đó một số tài liệu đề cập nơi sinh của ông thiếu thống nhất giữa Đà Nẵng và Quảng Nam. Thân phụ ông là ông Simon Trần Xuân (qua đời năm 1947) và thân mẫu ông là bà Isave Nguyễn Thị Bài (qua đời năm 1972).
Thuở nhỏ, Trần Thanh Chung theo học trường làng tại giáo xứ Cồn Dầu. Sau đó, cậu bé Chung theo học tại Tiểu Chủng viện Thừa Sai Kon Tum từ ngày 2 tháng 4 năm 1937. Linh mục giới thiệu cậu là chánh xứ Cồn Dầu Phêrô Nguyễn Văn Chánh. Cậu là chủng sinh thuộc một trong những khóa đầu tiên của Chủng viện Kon Tum. Sau thời gian tu học, chủng sinh Chung dạy học tại Tiểu chủng viện Thừa sai Kon Tum, kể từ năm 1948.
Tháng 10 năm 1949, chủng sinh Trần Thanh Chung nhập học tại Đại chủng viện Sài Gòn. Ông lãnh chức phó tế ngày 26 tháng 3 năm 1955 tại Sài Gòn, với nghi thức do Giám mục Jean Cassaigne Sanh chủ sự.

## Thời kỳ linh mục
Ngày 25 tháng 5 (hoặc 25 tháng 8) năm 1955, Phó tế Trần Thanh Chung được phong chức linh mục tại Nhà thờ chính tòa Địa phận Kon Tum, do Giám mục Paul Léon Seitz Kim chủ phong. Tân linh mục là một trong tám linh mục đầu tiên được đào tạo tại Chủng viện Thừa sai Kon Tum. Sau khi lãnh chức linh mục, tháng 9 năm 1955, tân linh mục Chung được chọn làm giáo sư kiêm quản lý Tiểu Chủng viện Thừa sai Kon Tum. Kể từ tháng 6 năm 1957, ông đảm nhận vai trò linh mục chính sở Tân Cảnh. Tên gọi của Giáo xứ chính là tên Việt hóa do linh mục Chung chọn, dựa theo tên địa danh Dak Tơkan dành cho một con suốt chảy qua khu vực giáo xứ.
Chỉ một thời gian ngắn thi hành tác vụ linh mục tại Tân Cảnh, ông được điều chuyển làm linh mục chính sở Plei Kơbei vào năm 1958. Tháng 9 năm 1966, linh mục Phêrô Trần Thanh Chung được chọn làm Giám đốc Tiểu chủng viện Thừa sai Kon Tum, chi nhánh Đà Lạt. Ông rời chức vụ trên vào tháng 8 năm 1974, khi đảm trách vai trò phụ trách Trung Tâm Đồng bào Thượng và kiêm quản lý các xứ đạo  Mang Yang và Phú Yên. Ông chỉ đảm nhận chức vụ mới này một năm, từ tháng 8 năm 1974 đến tháng 8 năm 1975.
Tháng 8 năm 1975, linh mục Trần Thanh Chung là linh mục chính xứ Đức An, giáo hạt Pleiku và đảm nhận vai trò này đến ngày 15 tháng 4 năm 1986. Song song với vai trò trên, từ năm 1977 đến năm 1981, ông là Tổng Đại diện Giáo phận Kon Tum.

## Giám mục
Ngày 26 tháng 3 năm 1981, Tòa Thánh loan tin bổ nhiệm linh mục Phêrô Trần Thanh Chung làm Giám mục Phó Giáo phận Kon Tum, trợ giúp Giám mục chính tòa Alexis Phạm Văn Lộc. Lễ tấn phong cho Tân giám mục diễn ra vào lúc 18h00, 22 tháng 11 cùng năm, do Giám mục chính tòa Giáo phận Kon Tum Alexis Phạm Văn Lộc, chủ phong tại Nhà Nguyện Chủng viện Thừa Sai Kon Tum. Buổi lễ được tổ chức vào buổi chiều, do hoàn cảnh vào sáng cùng ngày, do không có hai giám mục phụ phong và trong tình cảnh hoàn toàn bình thường, vị chủ phong không thể tiến hành nghi lễ truyền chức. Chiều cùng ngày, Ủy ban Nhân dân Thị xã Kon Tum gửi văn thư và sau khi tham vấn linh mục  đoàn, Giám mục Phạm Văn Lộc quyết định dùng đặc quyền trong trường hợp đặc biệt để tiến hành lễ truyền chức (mà không có hai giám mục phụ phong). Giám mục Lộc giải thích quyết định trên là nhằm khỏi phải xin phép đổi ngày khác có thể gây phiền phức cho chính quyền, và như vậy cũng thuận tiện cho chúng ta. Tân giám mục đã chọn khẩu hiệu giám mục: "Delexit me": Ngài đã yêu mến tôi (Gal 2,20). Phêrô Trần Thanh Chung là giám mục thứ 61 trong hàng giáo phẩm Việt Nam và là Giám mục chính tòa thứ năm của giáo phận Kon Tum.
Sau khi được tấn phong giám mục, ông tiếp tục vai trò linh mục chánh xứ Đức An đến ngày 15 tháng 4 năm 1986. Sau đó, ông chuyển về sống tại Tòa giám mục Kon Tum.  Ngày 8 tháng 4 năm 1995, Tòa Thánh chấp thuận đơn xin về hưu của Giám mục chính tòa Alexis Phạm Văn Lộc, với cương vị Giám mục Phó Giáo phận, ông chính thức kế nhiệm trở thành Giám mục chính tòa Giáo phận Kon Tum. Lễ nhậm chức của ông diễn ra trong cùng ngày, trong bối cảnh lễ Thứ Năm Tuần Thánh của Giáo hội Công giáo, nhằm ngày 13 tháng 4 năm 1995. Giai đoạn ông đảm trách chức Giám mục chính tòa là một giai đoạn không thuận lợi [trong lịch sử giáo phận]. Nhậm chức chính tòa, ông đã sắp xếp các giáo xứ có linh mục chính xứ, bổ nhiệm các linh mục vào các giáo vụ quan trọng trong giáo phận, cũng như chọn linh mục điều hành chủng viện. Ngày 28 tháng 10 năm 1996, ông chọn linh mục Micae Hoàng Đức Oanh làm Tổng đại diện Giáo phận. Với vai trò là giám mục chính tòa, ông chỉ có thể cử hành các nghi thức mục vụ Công giáo tại một số giáo xứ, hỗ trợ an ủi các giáo sĩ và giáo dân trong hoàn cảnh khó khăn. Đối với đời sống giáo phận, Giám mục Chung cho hồi phục dịp tĩnh tâm chung cho các linh mục và tu sĩ. Dưới thời giám mục Chung, một số cơ sở tôn giáo thiết yếu của giáo phận được tu sửa (Nhà thờ Chính tòa, năm 1994; Chủng viện, năm 1997).
Ông cũng xin và được chấp thuận mở Năm Thánh tại Giáo phận dịp kỷ niệm 150 năm truyền đạo Công giáo tại vùng Tây Nguyên vào năm 1998. Số liệu thống kê vào năm 1998 cho thấy giáo phận, ngoài 2 giám mục đương chức và hưu dưỡng, có 180.000 giáo dân (51% dân tộc Kinh và 49% các dân tộc khác), 42 linh mục (trong ngoài giáo phận, tính cả triều và dòng), 14 đại chủng sinh, 145 nữ tu, 91 nhà thờ, 358 giáo xứ và giáo họ. Con số giáo dân tăng lên vào năm 2002, đạt mức 187.719 người.
Bắt đầu từ đại hội Hội đồng Giám mục Việt Nam (lần 3) chọn Giám mục Trần Thanh Chung làm Phó Tổng Thư ký phụ trách Giáo tỉnh Huế nhiệm kỳ 1986 – 1989, ông tái đắc cử chức danh này trong ba nhiệm kỳ sau đó, đảm trách vai trò này đến năm 1998.

## Hưu dưỡng và qua đời
Ngày 16 tháng 7 năm 2003, Giáo hoàng Gioan Phaolô II đã chấp nhận đơn nghỉ hưu của Giám mục Phêrô Trần Thanh Chung và bổ nhiệm linh mục Micae Hoàng Đức Oanh – Tổng đại diện giáo phận, làm tân giám mục chính tòa Giáo phận Kon Tum. Ngày 28 tháng 8 năm 2003, lễ tấn phong Tân Giám mục Hoàng Đức Oanh được cử hành. Nghi thức truyền chức cho giám mục tân cử được cử hành bởi Giám mục Trần Thanh Chung trong tư cách chủ phong, hai Giám mục Phaolô Nguyễn Văn Hòa và Phêrô Nguyễn Soạn trong vai trò phụ phong. Đồng tế ngoài ba vị cử hành nghi thức còn có 11 giám mục khác và 300 linh mục khác, tổ chức tại tiền đình Nhà thờ chính tòa Kon Tum. Với lễ tấn phong cho giám mục kế vị, giám mục Trần Thanh Chung chính thức hồi hưu.
Ngày 21 tháng 11 năm 2011, Giám mục Trần Thanh Chung đồng tế với Giám mục kế vị Hoàng Đức Oanh cùng 5 giám mục khác cùng 120 linh mục để chủ sự lễ tang người tiền nhiệm Alexis Phạm Văn Lộc, tham dự có Bề trên các Hội Dòng, chủng sinh, nam nữ tu sĩ và ước chừng 10 ngàn giáo dân đủ các sắc tộc trong giáo phận. Sau đó, ông chủ sự nghi thức phó dâng và từ biệt.
Ngày 25 tháng 8 năm 2015, giáo phận Kon Tum tổ chức mừng kỷ niệm 60 linh mục cho giám mục Trần Thanh Chung. Ngày 7 tháng 9 năm 2023, trên website giáo phận Kon Tum đăng thông tin xin giáo dân cầu nguyện cho ông vì sức khỏe ông đang trong tình trạng suy yếu. Bản tin cũng cho biết giám mục Kon Tum Aloisiô Nguyễn Hùng Vị đã cử hành Bí tích Xức Dầu Bệnh nhân cho giám mục Chung tại giáo xứ Hoàng Yên vào cùng ngày.
Giám mục Phêrô Trần Thanh Chung qua đời vào lúc 6 giờ 25 phút sáng ngày 10 tháng 9 năm 2023 tại giáo xứ Hoàng Yên, giáo hạt Chư Prông, Gia Lai, Giáo phận Kon Tum. Theo lịch trình được công bố, nghi thức tẩn liệm cử hành sáng ngày 11 tháng 9, trong khi thời gian viếng thi hài là trong bốn ngày, từ ngày 10 đến ngày 13 tháng 9. Ngày 12 tháng 9, thi hài cố giám mục được di quan về Nhà thờ chính tòa Kon Tum. Thánh lễ an táng cố giám mục được cử hành tại Nhà thờ chính tòa Kon Tum sáng ngày 14 tháng 9, và thi hài ông được an táng tại khuôn viên giáo xứ này, cạnh thi hài giám mục tiền nhiệm Alexis Phạm Văn Lộc. Chủ tế lễ an táng là Giám mục Kon Tum Aloisiô Nguyễn Hùng Vị, đồng tế có Hồng y Phêrô Nguyễn Văn Nhơn, 6 giám mục khác và các linh mục. Bộ Nội vụ, Ban Tôn giáo Chính phủ cử đại diện và các cấp chính quyền hai tỉnh Kon Tum và Gia Lai có sự quan tâm và chia buồn cùng giáo phận.

## Nhận định
Linh mục Tổng Đại diện Phêrô Nguyễn Vân Đông nhận định về giám mục Trần Thanh Chung:
| “ | Bước chân Đức Cha đã in dấu trên khắp buôn làng của Giáo phận, cho dù xa xôi hẻo lánh đến đâu, Đức Cha cũng hăng hái lên đường, lòng khát khao mong muốn Danh Chúa được rao truyền đến cho anh chị em dân tộc bản địa. Hình ảnh của Đức Cha luôn lưu giữ trong lòng mỗi người chúng con, là một người cha hiền hòa, chân chất và hóm hỉnh, dù trong vai trò linh mục hay trong 34 năm là Giám mục (1981 – 2015). Trong 8 năm lèo lái con thuyền Giáo phận với chức vụ Giám mục Chánh tòa (1995 – 2003), Đức Cha đã dành nhiều tâm huyết, tình yêu thương để lo lắng cho con cái trong Giáo phận. Và trong thời gian này, cùng với Đức Cha, Giáo phận đã trải qua những ngày tháng êm đềm tốt đẹp. | ” |

## Tông truyền
Giám mục Phêrô Trần Thanh Chung được tấn phong năm 1981, thời Giáo hoàng Gioan Phaolô II, bởi:
- Chủ phong: Giám mục Alexis Phạm Văn Lộc, Giám mục chính tòa Giáo phận Kon Tum.

Giám mục Phêrô Trần Thanh Chung là Chủ phong trong nghi thức truyền chức cho giám mục:
- Năm 2003, giám mục Micae Hoàng Đức Oanh, hiện đang là nguyên Giám mục chính tòa Giáo phận Kon Tum.

Giám mục Phêrô Trần Thanh Chung là Phụ phong trong nghi thức truyền chức cho giám mục:
- Năm 2000, giám mục Phaolô Tịnh Nguyễn Bình Tĩnh, hiện đang là nguyên giám mục chính tòa Giáo phận Đà Nẵng.